# São Nicolau (São Tomé)
São Nicolau ist ein Ort im Hinterland des Distrikts Mé-Zóchi auf der Insel São Tomé im Inselstaat São Tomé und Príncipe. 2012 wurden 118 Einwohner gezählt.

## Geographie
Der Ort liegt auf einer Höhe von ca. 920 m etwa drei Kilometer südwestlich von Monte Cafe und nur wenig oberhalb der Orte Saudade und Nova Moca.
Wenige hundert Meter nördlich des Ortes liegt der bekannte Wasserfall Cascata de São Nicolau.